# Ерденебулган
Ерденебулган (монг.: Эрдэнэбулган)— сомон аймаку Хувсгел, Монголія. Площа 4,7 тис. км², населення 2769 чол. Центр сомону селище Ег-Уур